# Misumena
Genre
Misumena est un genre d'araignées aranéomorphes de la famille des Thomisidae.
Elles sont parfois appelés misumènes.

## Distribution
Les espèces de ce genre se rencontrent sur tous les continents sauf aux pôles.

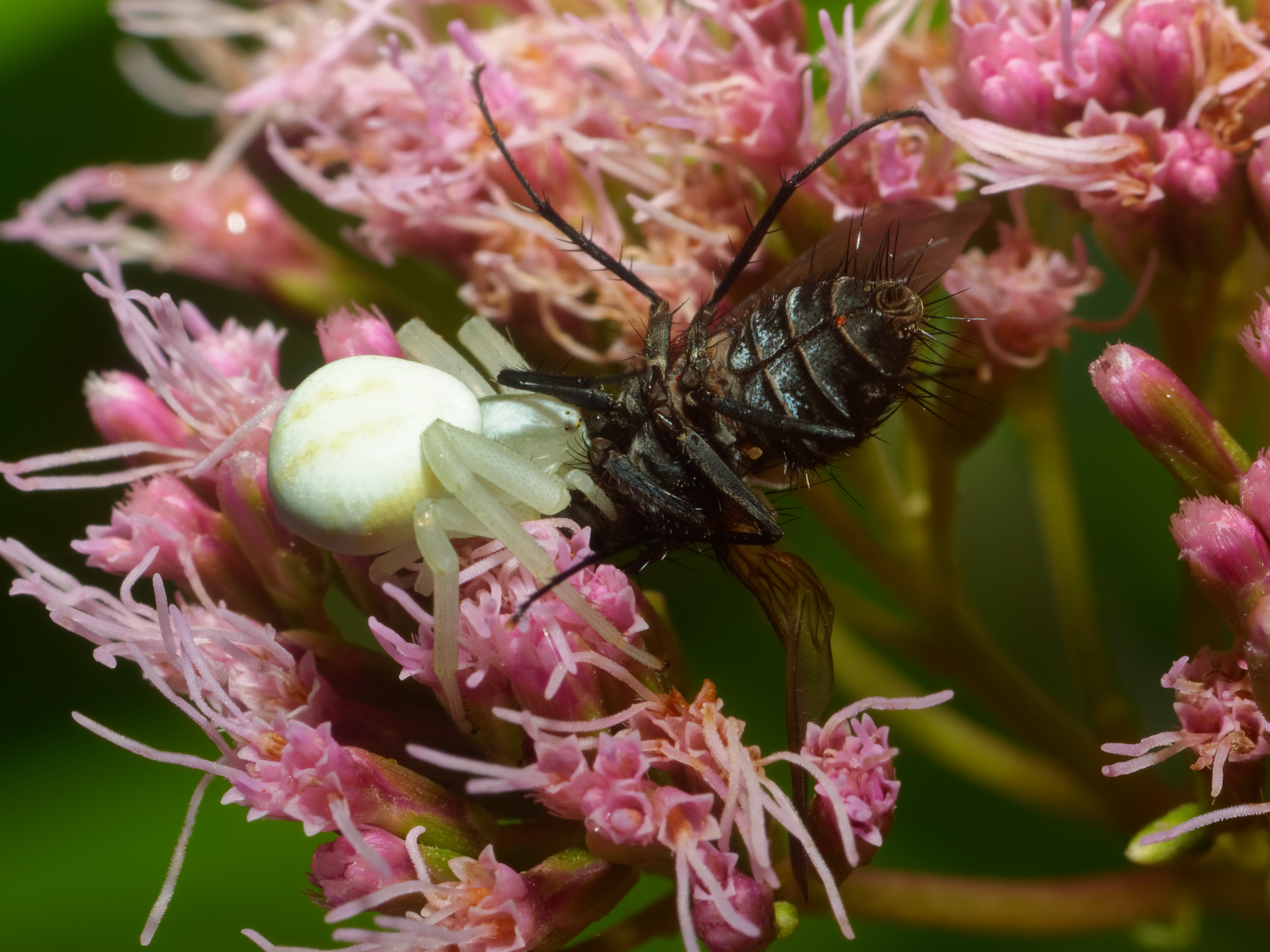
Misumena vatia dévorant une mouche.

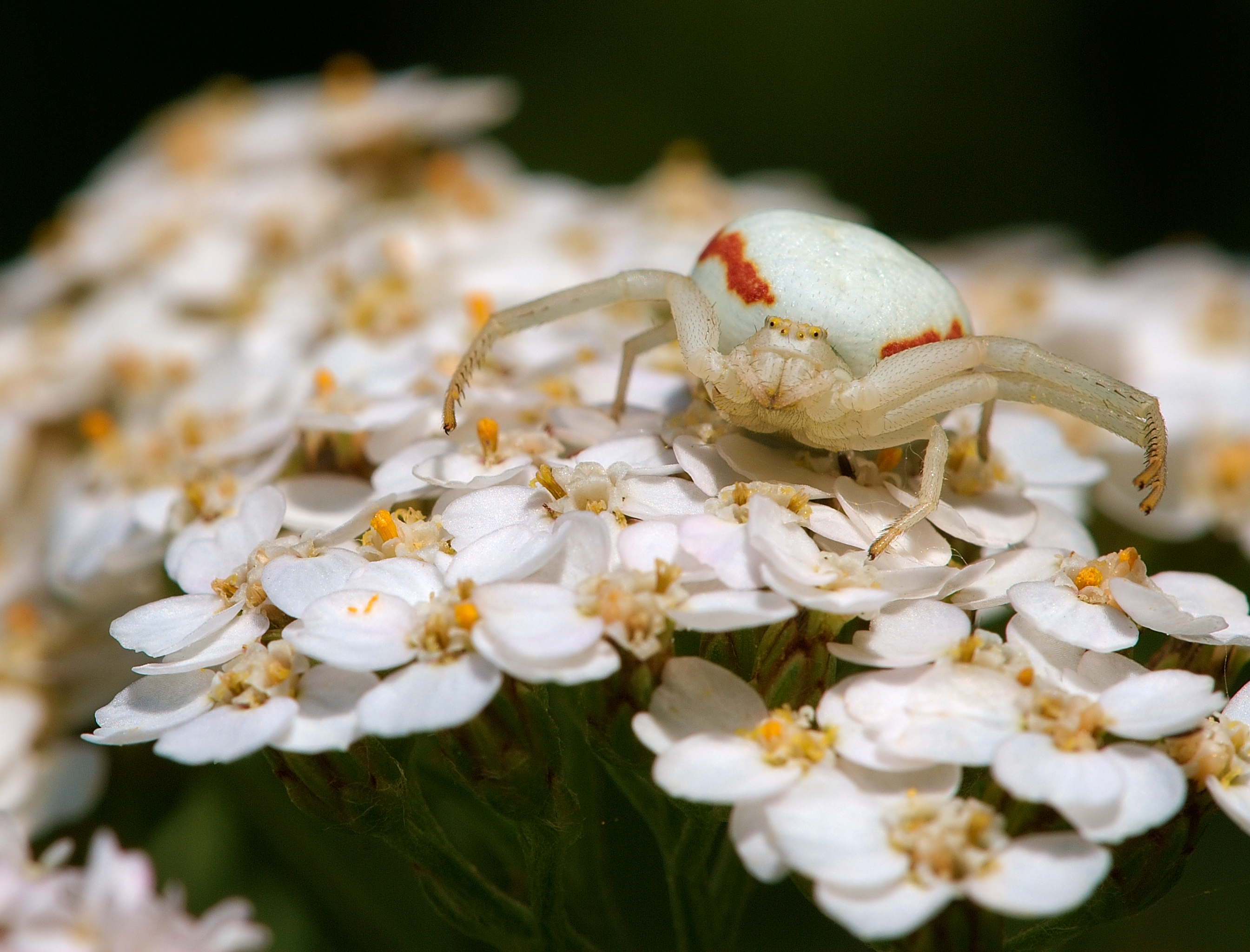
Misumena vatia femelle sur une fleur dAchillea millefolium.

## Liste des espèces
Selon World Spider Catalog (version 24, 17/07/2023) :
- Misumena adelae Mello-Leitão, 1944
- Misumena alpha Chrysanthus, 1964
- Misumena amabilis Keyserling, 1880
- Misumena annapurna Tikader, 1963
- Misumena arrogans Thorell, 1881
- Misumena atrocincta Costa, 1875
- Misumena beta Chrysanthus, 1964
- Misumena bicolor Simon, 1875
- Misumena bipunctata Rainbow, 1898
- Misumena citreoides (Taczanowski, 1872)
- Misumena conferta Banks, 1898
- Misumena fasciata Kulczyński, 1911
- Misumena fidelis Banks, 1898
- Misumena ganpatii Kumari & Mittal, 1994
- Misumena greenae Tikader, 1965
- Misumena grubei (Simon, 1895)
- Misumena indra Tikader, 1963
- Misumena innotata Thorell, 1881
- Misumena lorentzi Kulczyński, 1911
- Misumena luteovariata Mello-Leitão, 1929
- Misumena maronica Caporiacco, 1954
- Misumena mickeyi Sen, Saha & Raychaudhuri, 2012
- Misumena mridulai Tikader, 1962
- Misumena nana Lessert, 1933
- Misumena nigripes (Taczanowski, 1872)
- Misumena nigromaculata Denis, 1963
- Misumena oblonga O. Pickard-Cambridge, 1885
- Misumena pallescens Caporiacco, 1949
- Misumena peninsulana Banks, 1898
- Misumena platimanu Mello-Leitão, 1929
- Misumena ritujae Gajbe, 2008
- Misumena rubripes Keyserling, 1880
- Misumena spinifera (Blackwall, 1862)
- Misumena spinigaster Mello-Leitão, 1929
- Misumena terrosa Soares, 1944
- Misumena vatia (Clerck, 1757)
- Misumena viridans Mello-Leitão, 1917

## Systématique et taxinomie
Ce genre a été décrit par l’entomologiste français Pierre-André Latreille en 1804.

## Étymologie
Ce nom est formé à partir de l'adjectif grec ancien μισούμενος, misoúmenos : « détestable, odieux ».

## Publication originale
- Latreille, 1804 : « Tableau méthodique des Insectes. » Nouveau Dictionnaire d'Histoire Naturelle, Paris, vol. 24, p. 129-295.